# Szaszkinie
Szaszkinie (lit. Šeškynė) – wieś na Litwie, w okręgu wileńskim, w rejonie święciańskim, w gminie Maguny.

## Historia
W czasach zaborów w gminie Bystrzyca, w powiecie wileńskim, w guberni wileńskiej Imperium Rosyjskiego.
W dwudziestoleciu międzywojennym zaścianek leżał w Polsce, w województwie wileńskim, w powiecie święciańskim, w gminie Kiemieliszki.
W 1931 w 5 domach zamieszkiwało 29 osób.
Miejscowość należała do parafii rzymskokatolickiej w Balingródku. Podlegała pod Sąd Grodzki w Święcianach i Okręgowy w Wilnie; właściwy urząd pocztowy mieścił się w Kiemieliszkach.
Od 1945 roku w Litewskiej Socjalistycznej Republice Radzieckiej.
Od 1990 na niepodległej Litwie.